# WWE Intercontinental Championship
WWE Intercontinental Championship er en sekundær titel i World Wrestling Entertainment (WWE). Titlen tilhører SmackDown-brandet, hvor den er den næstvigtigste titel efter WWE World Heavyweight Championship. 

## Historie
Titlen blev oprettet i World Wrestling Federation i 1979 under navnet WWF Intercontinental Heavyweight Championship, og Pat Patterson blev anerkendt som den første interkontinentalle mester, da han besejrede Ted DiBiase for at vinde WWF North American Heavyweight Championship og senere forsvarede titlen i Sydamerika ved at vinde en turnering i Brasilien, hvor titlen blev forenet med South American Heavyweight Championship. WWF omdømte senere titlen til WWF Intercontinental Championship. 
WWF ændrede navn i 2002 til World Wrestling Entertainment, og derfor skiftede titlen også navn til WWE Intercontinental Championship. I dag fungerede titlen som den sekundære titel på tv-programmet SmackDown i World Wrestling Entertainment. Chris Jericho har vundet titlen i alt ni gange, hvilket er rekord.